# Come Together - A Tribute to Bravo
Come Together - A Tribute to Bravo är ett tributalbum av blandade artister, släppt som en 50-årshyllning till den tyska tonårstidningen Bravo. Albumet gavs ut den 29 september 2006 genom Polydor (Tyskland).
Samtliga låtar är covers på klassiska låtar, som här är framförda av artister vilka någon gång under åren varit med i tidningen.

## Låtlista
Originalartisten står inom parentes.
1. Nena & Duncan Townsend -	Caravan of Love (Isley Jasper Isley) - 3:44
2. Reamonn -	Come Together (The Beatles) - 3:47
3. Tokio Hotel - 	Instant Karma! (John Lennon) - 3:09
4. The Rasmus -	S.O.S. (Abba) - 3:29
5. Silbermond -	Blaue Augen (Ideal) - 3:39
6. Killerpilze -	Skandal im Sperrbezirk (Spider Murphy Gang) - 3:02
7. Sasha -	Wouldn't It Be Good (Nik Kershaw) - 3:35
8. Joana Zimmer -	Bright Eyes (Art Garfunkel) - 3:33
9. Jeanette -	Like a Virgin (Madonna) - 3:24
10. US5 -	Club Tropicana (Wham!) - 3:48
11. Yvonne Catterfeld -	Ain't No Sunshine (Bill Withers) - 3:23
12. Paris Hilton - Da Ya Think I'm Sexy? (Rod Stewart) - 4:31
13. Vanessa Petruo -	End of the Road (Boyz II Men) - 5:32
14. LaFee - 	Du Liebst Mich Nicht (Sabrina Setlur) - 4:42
15. Herbert Grönemeyer -	Da Da Da (Trio) - 4:07
16. Christina Stürmer -	Kinder An Die Macht (Herbert Grönemeyer) - 3:18
17. Rosenstolz -	Horizont (Udo Lindenberg) - 3:45